# Jolanda Annen
Jolanda Annen (Schattdorf, 11 de septiembre de 1992) es una deportista suiza que compite en triatlón.
Ganó una medalla de plata en el Campeonato Europeo de Triatlón de 2015, en el relevo mixto, y una medalla de plata en el Campeonato Europeo de Triatlón de Velocidad de 2017.
Participó en dos Juegos Olímpicos de Verano, en los años 2016 y 2020, ocupando el séptimo lugar en Tokio 2020, en la prueba de relevo mixto.

## Palmarés internacional
| Campeonato Europeo | Campeonato Europeo | Campeonato Europeo | Campeonato Europeo |
| Año                | Lugar              | Medalla            | Prueba             |
| ------------------ | ------------------ | ------------------ | ------------------ |
| 2015               | Ginebra (Suiza)    | Medalla de plata   | Relevo mixto       |

| Campeonato Europeo | Campeonato Europeo    | Campeonato Europeo | Campeonato Europeo |
| Año                | Lugar                 | Medalla            | Prueba             |
| ------------------ | --------------------- | ------------------ | ------------------ |
| 2017               | Düsseldorf (Alemania) | Medalla de plata   | Individual         |